# رؤیت‌پذیری
در تئوری کنترل، به سیستمی رویت‌پذیر یا مشاهده‌پذیر گفته می‌شود بتوان از روی متغیرهای خروجی سیستم، متغیرهای حالت را محاسبه کرد. به عبارت دیگر، از روی متغیرهای خروجی می‌توان رفتار کلی سیستم را بدست آورد.

## شرط رویت‌پذیر بودن یک سیستم
سیستم خطی غیر متغیر با زمان زیر را در نظر بگیرید:
{\displaystyle {\dot {\mathbf {x} }}(t)=A\mathbf {x} (t)+B\mathbf {u} (t)}
{\displaystyle \mathbf {y} (t)=C\mathbf {x} (t)+D\mathbf {u} (t)}
اگر ماتریس زیر دارای رتبه کامل باشد ( یا به عبارت دیگر دترمینان آن مخالف صفر باشد) این سیستم رویت‌پذیر است. البته شکل دیگری نیز برای شرط رویت پذیر بودن وجود دارد. 
{\displaystyle {\mathcal {O}}={\begin{bmatrix}C\\CA\\CA^{2}\\\vdots \\CA^{n-1}\end{bmatrix}}}